# Service Action
Der Service Action (SA) ist eine 1946 im Kontext des Indochinakriegs gegründete geheime französische Militäreinheit, die der Direktion Operationen (Direction des Opérations, DO) des französischen Auslandsnachrichtendienstes Direction Générale de la Sécurité Extérieure (DGSE = Generaldirektion für äußere Sicherheit) untersteht. Sie ist nicht zu verwechseln mit dem Service d’action civique. Der SA war und ist zuständig für die Planung und Durchführung von nachrichtendienstlichen und terroristischen Operationen im Auftrag der Französischen Regierung. 
Die historischen Wurzeln des SA liegen in freifranzösischen Einheiten, die während des Zweiten Weltkriegs mit der britischen Special Operations Executive (SOE) zusammenarbeiteten. Das Hauptquartier der SA befindet sich im Fort de Noisy in Romainville, die Personalstärke umfasst gut 800 Mann. International bekannt wurde der SA 1985 durch die Versenkung der Rainbow Warrior.

## Aufgaben
Der SA ist zuständig für die Planung und Durchführung von nachrichtendienstlichen Operationen mit paramilitärischen Komponenten. Unterschieden werden zwei Operationsformen:
1. operations "arma" (Operationen "Waffe"): Sabotage und Zerstörung von Material.
2. operations "homo" (Operationen "Mensch"): Die Liquidierung oder Entführung von Personen.

## Geschichte
Der institutionelle Vorläufer wurde 1946/47 von Oberst Jaques Morlanne für den SDECE aus Mitgliedern der SOE gegründet, die im Zweiten Weltkrieg eingesetzt waren.
Die Mitglieder stammten aus verschiedenen Einheiten der Französischen Armee, vorzugsweise den Fallschirmjägern. Diese Einheiten wurden 1947 im 11e régiment parachutiste de choc, kurz als 11e Choc bezeichnet. Das 11e Choc wurde 1955 mit anderen Einheiten in eine Halb-Brigade umgewandelt und im Algerienkrieg eingesetzt. Sie wurde 1963 aufgelöst, da ihre Offiziere als Unterstützer der Francoalgerier und somit Gegner Präsident de Gaulles galten. Nach einer 1996 in L’Humanité veröffentlichten Meldung sollen allein 1960  während des Algerienkriegs durch den SA 135 Personen getötet, sechs Schiffe versenkt und zwei Flugzeuge zerstört worden sein. Soweit bekannt, überschnitten sich diese Operationen oftmals mit Attentaten der Roten Hand, die eine Tarnorganisation der SA war. Deren spektakulärste Operation in Westdeutschland war die Versenkung des Bremer Frachters Atlas im Hamburger Hafen 1958 durch Unterwasserhaftminen.
Die Aufgaben des SA wurden ab 1963 vom 1er régiment de parachutistes d’infanterie de marine und dem 13e régiment de dragons parachutistes übernommen. Nach der Versenkung der Rainbow Warrior 1985 wurde das 11e Choc erneut aufgestellt und 1993 aufgrund von Umstrukturierungen aufgrund des Endes des Kalten Krieges aufgelöst.

## Gegenwart
Seit 1993 existieren drei so genannte Zentren des DGSE als Centre d´Instruction des Réservistes Parachutistes (CIRP =  Ausbildungszentrum für Reserve-Fallschirmjäger):
1. Centre Parachutiste d´Entraînement Spécialisé (CPES) in Cercottes/Département Loiret, zuständig für geheime Operationen,
2. Centre Parachustiste d´Instruction Spécialisée (CPIS) in Perpignan für Spezialkommandos. Es ist Nachfolger des Ausbildungszentrums für besondere Kriegführung.
3. Centre Parachutiste d´Entrainement aux Operations Maritimes (CPEOM) in Quélern/Roscanvel, Bretagne für die maritime Spezialausbildung.
Die Luftunterstützung wird durch die Groupe Aérien Mixte 00.056 (GAM 56) der französischen Luftwaffe geleistet. Die französische Marine unterstützt Einsätze des SA mit dem Kriegsschiff Alizé.
Der SA war zusammen mit dem britischen SAS und arabischen Einheiten auch in der Anfangsphase des Internationalen Militäreinsatzes in Libyen 2011 eingesetzt.